# داء هجرة اليرقات الحشوي
داء هجرة اليرقات الحشوي (بالإنجليزية: Visceral larva migrans)‏ هي عدوى في الكلاب والقطط تسببها اليرقات المهاجرة من الديدان الأسطوانية مثل السهمية الكلبية وما إلى ذلك.
بما أنه لا يمكنها التناسخ داخل الجسم البشري، فإنها تهاجر في جميع أنحاء الجسم غازيةً القلب (مسببةً التهاب عضلة القلب) والجهاز العصبي المركزي (مسببتاً نوبات صرعية)، يمكن أن تدخل أيضا في العين مثل هجرة اليرقات العيني، مما يؤدي في بعض الأحيان إلى الخلط في التشخيص مع الوَرَمٌ الأَروميٌّ الشَبَكِيّ (retinoblastoma).